# Sex & Hollywood
Sex & Hollywood (traducido como Sexo & Hollywood) es el primer trabajo de la banda de metal alternativo Black Veil Brides, la banda en aquel tiempo se llamaba Brides.

## Grabación y lanzamiento
Andy Biersack (Voz, Teclado), Nate Shipp (Guitarra principal), Chris Stewart (Guitarra rítmica), Bobby Thomas (Bajo) y Mike Stamper (Batería) es la formación de Brides, que da vida a su primer EP, este se graba en el año 2007, siendo lanzado en su MySpace la lista de canciones, el 1 de agosto y el 25 de ese mes se lanzó oficialmente. Este EP no cuenta con ningún miembro actual, solo Andy, también es el que más se asemeja al glam. El EP se grabó en Hollywood, California y después la versión Never Give In del EP.

## Listado de canciones
Todas las canciones escritas y compuestas por Black Veil Brides. 
| Standard Edition |                     |          |  |
| N.º              | Título              | Duración |  |
| 1.               | «A Devil For Me»    | 3:01     |  |
| 2.               | «Sex And Hollywood» | 3:23     |  |
| 3.               | «Hello My Hate»     | 3:27     |  |

| Never Give In Edition |                            |          |  |
| N.º                   | Título                     | Duración |  |
| 4.                    | «The Gunsling»             | 6:42     |  |
| 5.                    | «Knives and Pens»          | 4:24     |  |
| 6.                    | «The Mortician's Daughter» | 3:37     |  |
| 7.                    | «We Stitch These Wounds»   | 4:25     |  |

## Créditos
- Andy Biersack - Voz, Teclado, Sintetizador.
- Johnny Herold - Guitarra principal
- Nate Shipp - Guitarra rítmica, Coros.
- Phil Cenedella - Bajo
- Chris "Craven" Riesenberg - Batería